# 김상기 (1952년)
김상기(金相基, 1952년 8월 29일 ~ )는 경상북도 포항에서 태어난 대한민국의 군인이다.
그는 제42대 前 육군참모총장이며 재임기간 중 육군 각급부대에 불필요한 행정업무 최소화를 명령하였다.

## 학력
- 1971년 동지상업고등학교 졸업
- 1976년 육군사관학교 제32기 이학사
- 1977년 육군포병학교 수료
- 1982년 고려대학교 물리학과 학사
- 1983년 육군보병학교 수료
- 1983년 육군공병학교 수료
- 1986년 고려대학교 대학원 경제학과 경제학 석사
- 1989년 고려대학교 대학원 행정학과 행정학 석사
- 2009년 고려대학교 대학원 행정학과 행정학 박사

## 주요 경력
- 1996 ~ 1998 육군 21사단 66연대장
- 1998 ~ 1999 국방개혁추진위원회 국방관리분과위원회 위원
- 1999 ~ 2001 육군본부 기획관리참모부 운영계획과장/정책기획과장
- 2002 ~ 2004 합동참모본부 전략기획차장/전력기획차장
- 2004 ~ 2006 육군 50사단장
- 2006 ~ 2007 육군본부 전력기획참모부장
- 2007 ~ 2009 육군 특수전사령관
- 2009 ~ 2009 국방부 정책실장
- 2009 ~ 2010 육군 제3야전군사령관
- 2010.12 ~ 2012. 10 제 42대 육군참모총장
- 2013. 3 ~ 2015. 2. 용인대학교 경영정보학과 초빙교수
- 2013. 6 ~ 2015. 10. 경북문경 세계군인체육대회 조직위원회 위원장
- 2019. 4 ~ : 보다나은미래를위한 반기문재단 운영위원
- 한국국가전략연구원 자문위원
- 2023. 5 ~ : 재단법인 백선엽장군기념재단 상임이사 겸 백선엽장군기념사업회 이사

## 주요 훈장
- 보국훈장 천수장(07)
- 미 공로훈장(10)
- 보국훈장 통일장(12)